# Rungu (Haut-Uele)
Pour les articles homonymes, voir Rungu.
Rungu est une localité, chef-lieu de territoire de la province du Haut-Uele en république démocratique du Congo.

## Géographie
Elle est située en rive gauche de la rivière Bomokandi sur la route RP 426 à 68 km au nord-est du chef-lieu provincial Isiro.

## Administration
Chef-lieu territorial de 4 318 électeurs recensés en 2018, la localité a le statut de commune rurale de moins de 80 000 électeurs, elle compte 7 conseillers municipaux en 2019.